# Getto w Będkowie
Getto w Będkowie – getto utworzone przez Niemców w Będkowie, istniało w okresie maj – wrzesień 1942 roku.
Getto zostało utworzone na przełomie kwietnia-maja 1942 roku, a zlikwidowane zostało we wrześniu 1942 roku. Przebywali w nim Żydzi z Będkowa, Rzgowa i Tuszyna. Mieszkańcy pracowali w gospodarstwie rolny, przy budowa drogi oraz pracach porządkowych na terenie wsi. Przebywało w nim około 300 Żydów.
Podczas likwidacji getta 10 osób zostało rozstrzelanych, pozostałych wywieziono ze stacji kolejowej Skrzynki do obozu zagłady w Treblince.